# تهوی
تهوی (به فرانسوی: Thuy) یک کمون در فرانسه است که در Canton of Pouyastruc واقع شده‌است.

## خصوصیات
تهوی ۰٫۵ کیلومترمربع مساحت و ۱۴ نفر جمعیت دارد و ۲۵۰ متر بالاتر از سطح دریا واقع شده‌است.